# Oecomys speciosus
Oecomys speciosus es una especie de roedor de la familia Cricetidae.

## Distribución geográfica
Se encuentra en Colombia, Trinidad y Tobago y Venezuela.